# Acanthemblemaria castroi
Acanthemblemaria castroi е вид лъчеперка от семейство Chaenopsidae. Видът е световно застрашен, със статут Уязвим.

## Разпространение
Разпространен е в Еквадор.